# .44 Remington Centerfire
.44 Remington Centerfire (часто називають .44 Remington C.F. або .44 Remington) револьверний набій центрального запалення зі ступінчастою кулею, змащеною ззовні, який випускала компанія Remington Arms Company з 1875 по 1895 роки. Ці набої використовували лише в револьвері Remington Модель 1875.

## Історія
Компанія Remington представила перший револьвер великого калібру під набій центрального запалення в 1875 році, хоча багато капсульних револьверів Модель 1858 були перероблені під набої .44 Rimfire або .46 Rimfire, останній мав п'ятизарядний барабан. Новий револьвер Remington Модель 1875 спочатку представили під набій .44 Remington Centerfire, власну розробку компанії. Першим замовником револьверів став уряд Єгипту, який замовив 10000 одиниць. Проте, оскільки єгиптяни не змогли оплатити попереднє замовлення гвинтівок Remington Rolling Block, замовлення не було доставлено. Очевидно Remington продавав револьвери на відкритому ринку, щоб окупити свої витрати.
Останні екземпляри Remington Модель 1875 заряджалися набоями .44-40 Winchester та .45 Colt калібрів, а виробництво набою .44 Remington Centerfire припинили в 1895 році.

## Технічна підготовка
Інформація про набій .44 Remington Centerfire настільки мізерна, що навіть в енциклопедіях присвячених набоям її немає. Деякі джерела стверджують, що за параметрами та балістикою набій дуже близький до сучасного набою .44 Colt, що можуть бути взаємозамінними, але інші це заперечують (нижче наведено інформацію про розміри обох набоїв). Набій .44 Remington Centerfire також можна сплутати з набоєм .44-40 Winchester, через звичку деяких американських виробників вогнепальної зброї виробляти ідентичні копії фірмових патронів своїх конкурентів під власними позначеннями.
Набої .44 Remington Centerfire та .44 Special або .44 Remington Magnum не є однаковими набоями.
Параметри гільзи набою .44 Remington є наступними: діаметр фланцю 0.480", діаметр бази 0.448", довжина 1.065" length. Діаметр ступінчастої кулі 0.447", вага заряду пороху 32 грани.
Набій .44 Colt має діаметр бази 0.456", дещо ширший за набій .44 Remington, саме це не дає змоги заряджати цей набій в зброю під набій .44 Remington.